# شپردز بوش
latitudeشپردز بوشlongitudeشپردز بوش
شپردز بوش (به انگلیسی: Shepherd's Bush) یک ناحیه در لندن است که در منطقه همرسمیت و فولام لندن واقع شده‌است.
این ناحیه در سال ۲۰۰۱ میلادی ۱۰٬۰۲۲ نفر جمعیت داشته‌است.

## نگارخانه

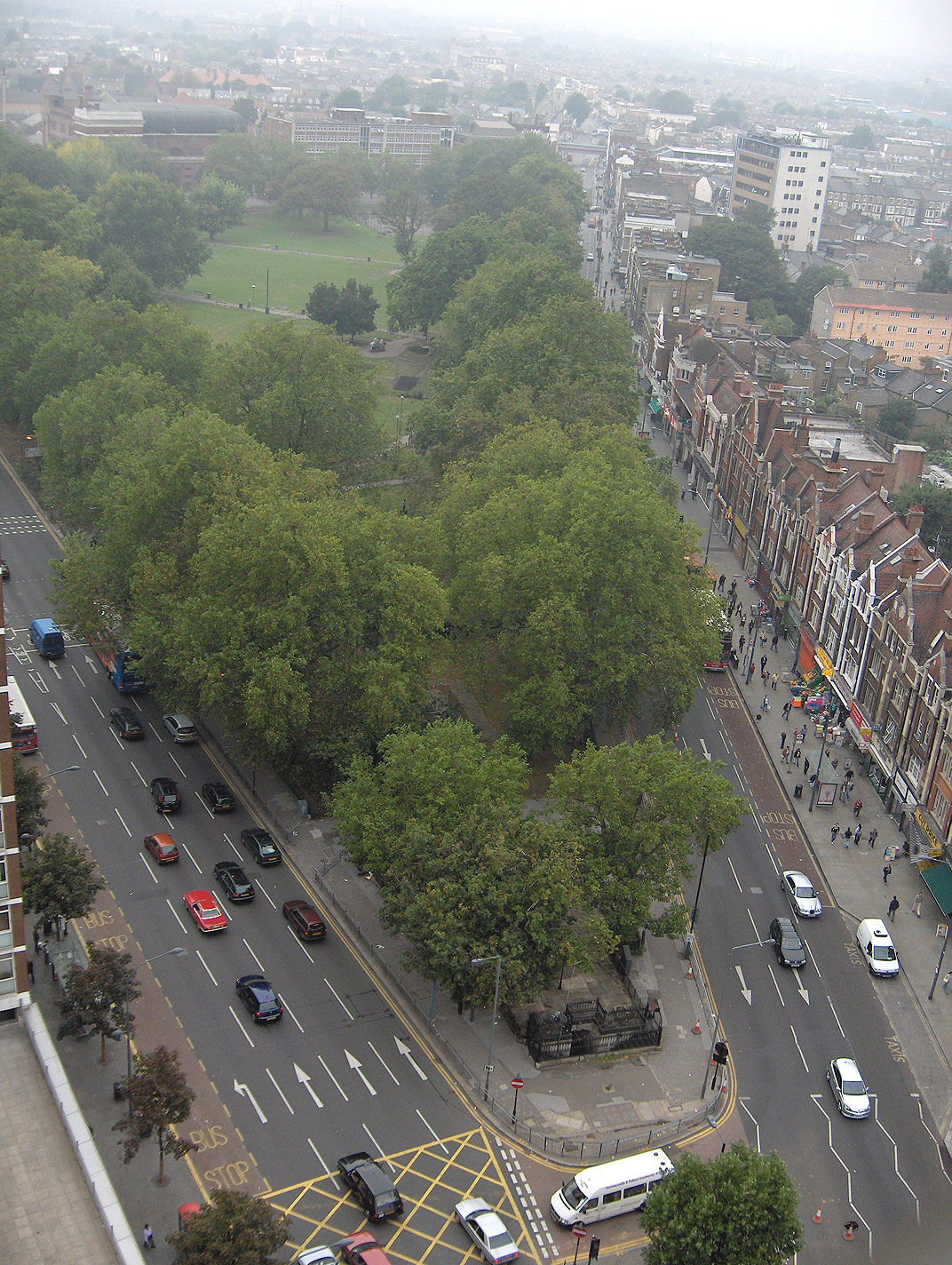
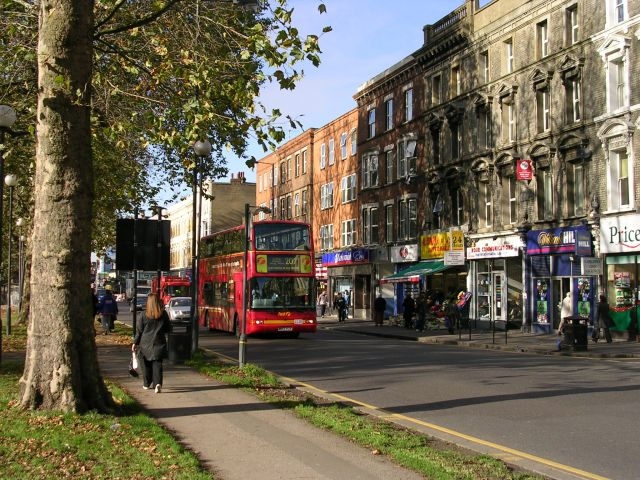
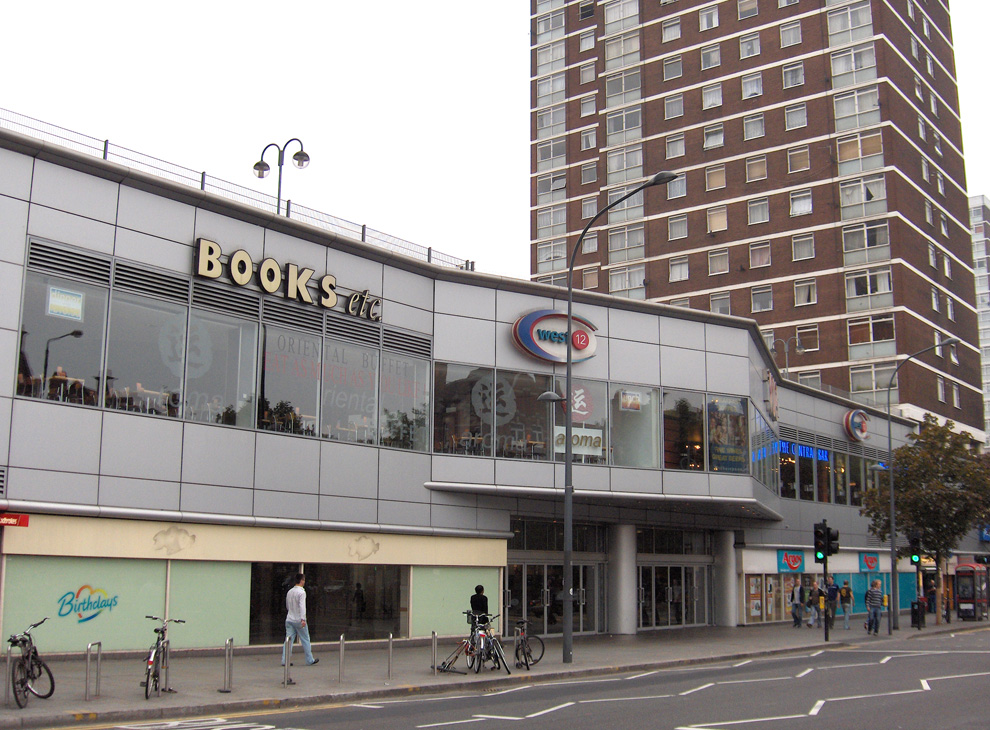
Shepherds Bush's West 12 Shopping Centre, north entrance.(September 2006)
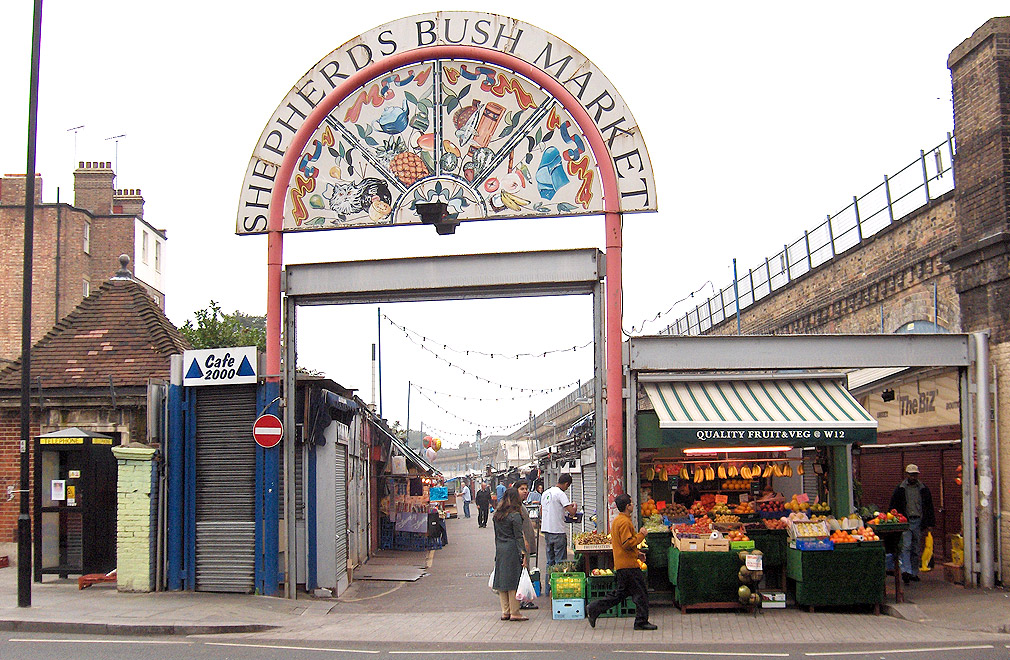
Shepherd's Bush Market, early morning, from the Uxbridge Road end. (September 2006)
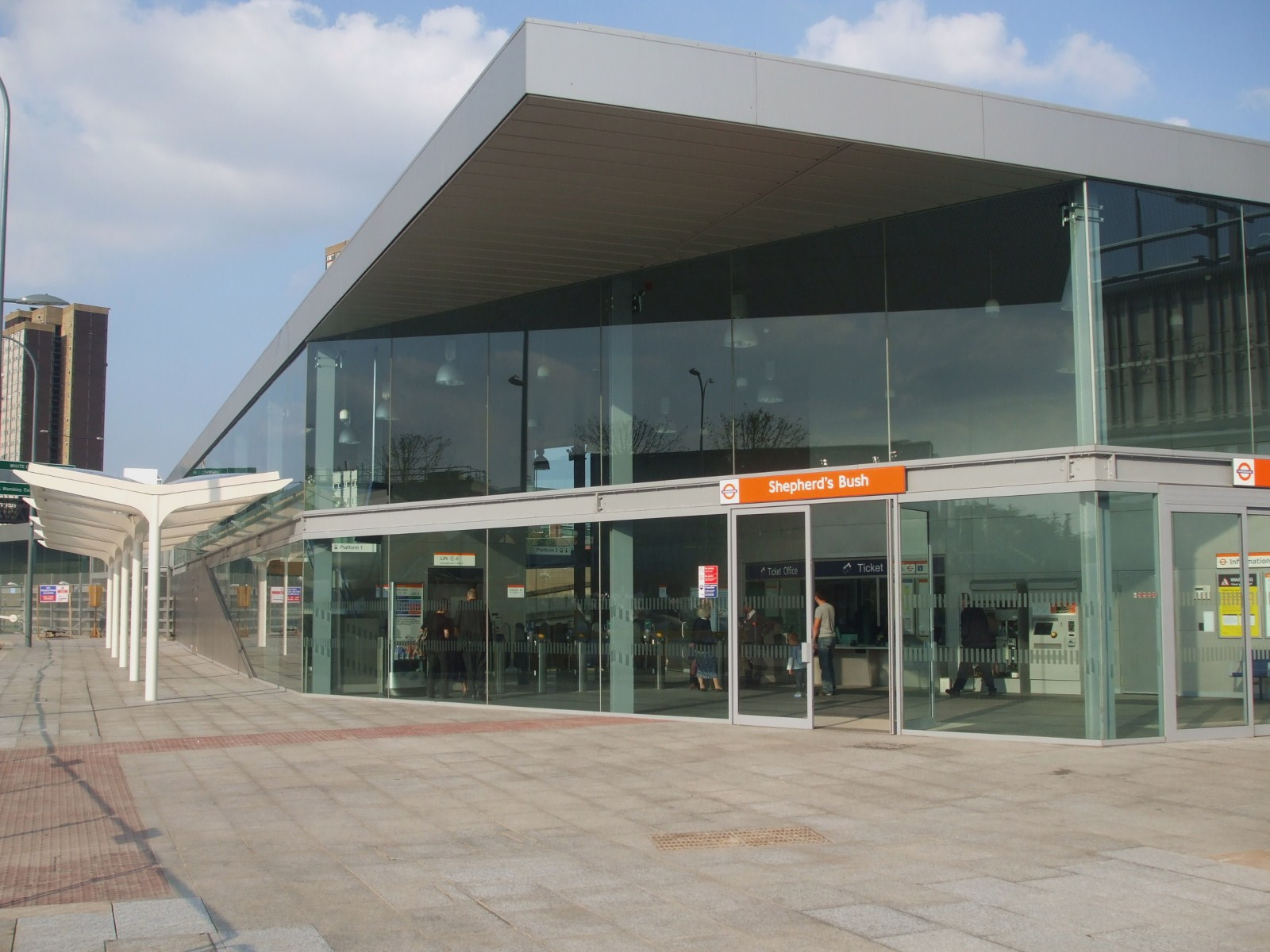
The new Shepherds Bush Overground station, opened in 2008
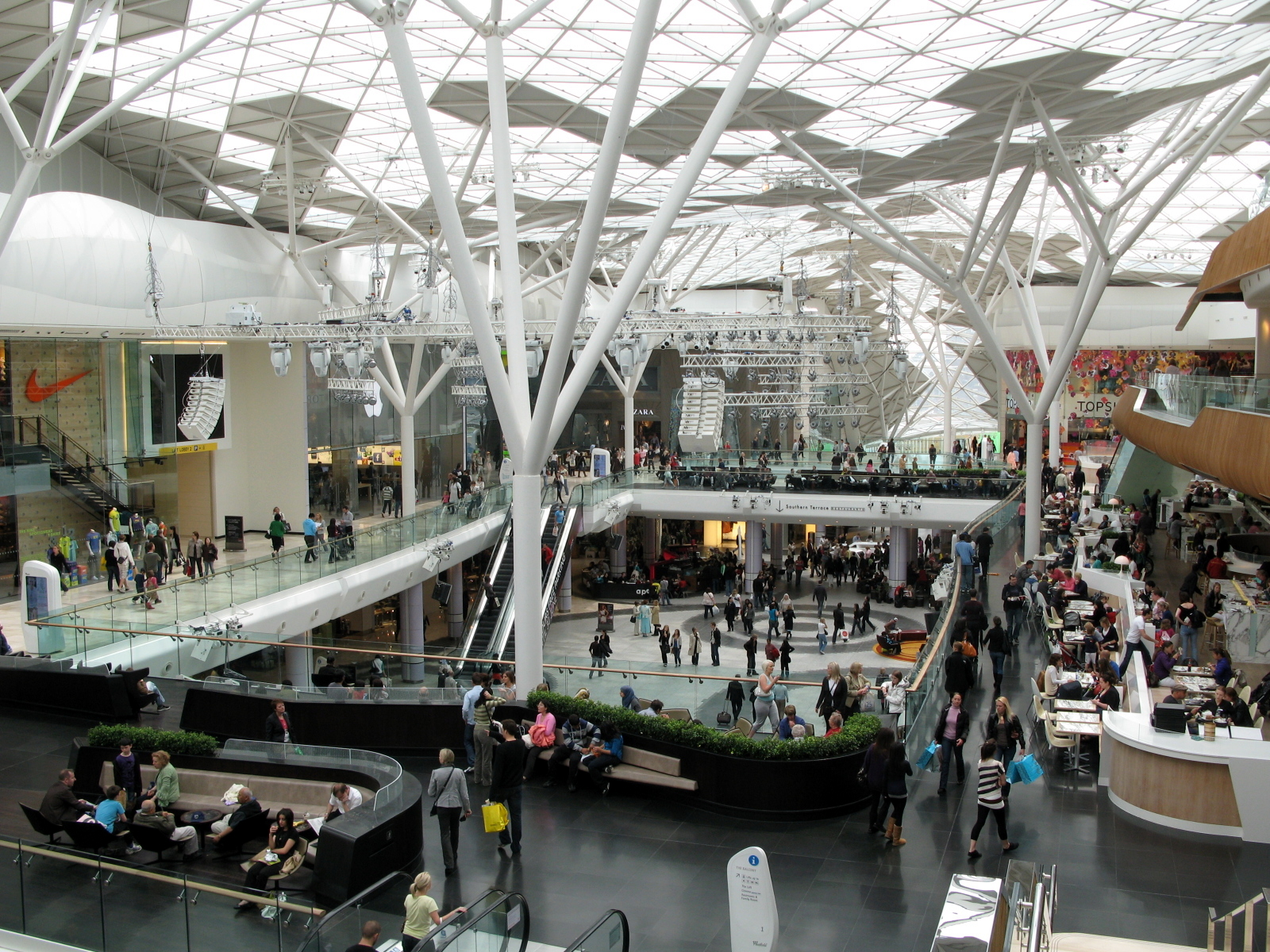
The Westfield Shopping Centre
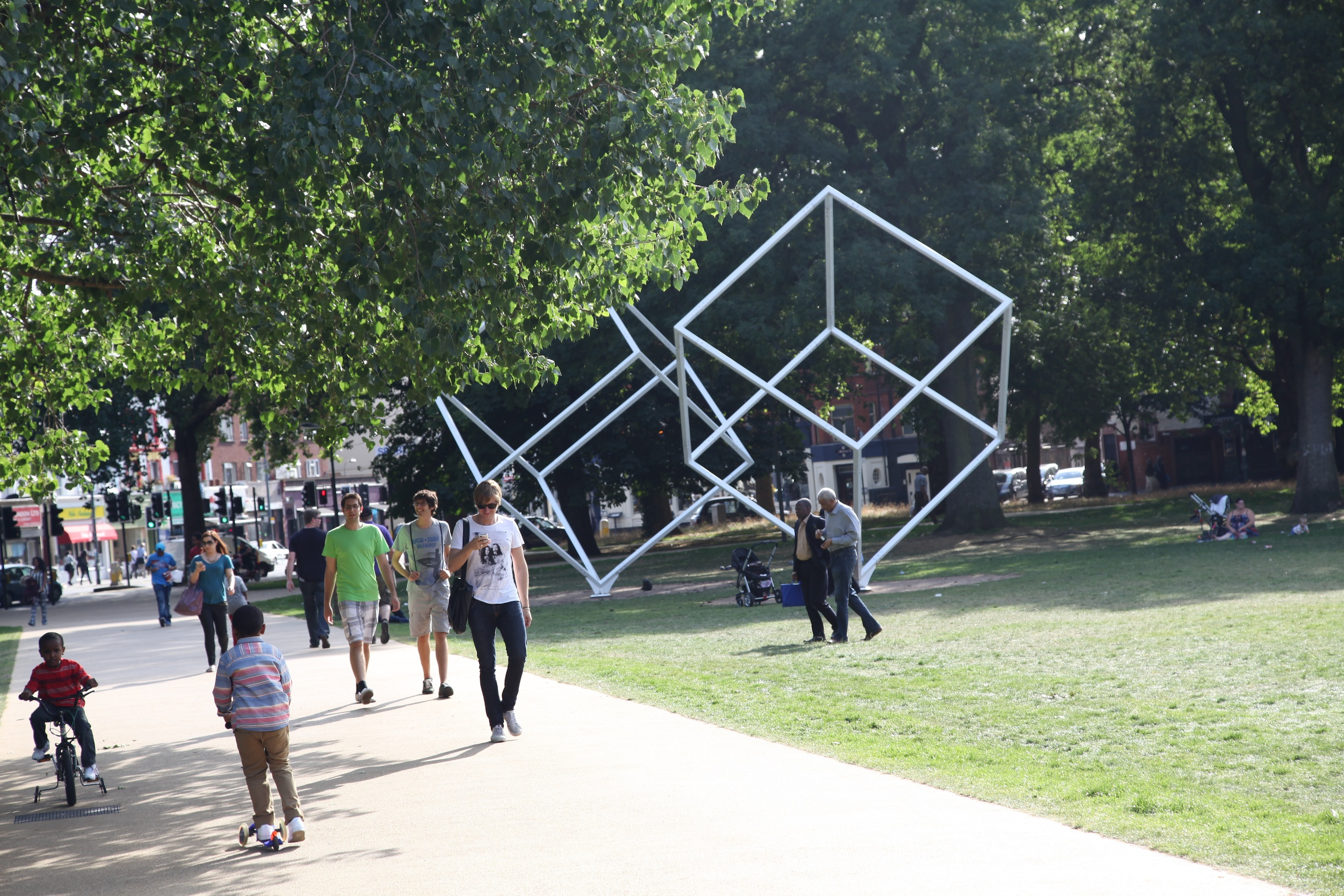
Goaloids by Artist Elliott Brook Shepherd's Bush Green (installed 2012)-Image- Lucian Evans -Leap Films